# Динкін Євген Борисович
Євген Борисович Динкін (11 травня 1924, Ленінград — 14 листопада 2014, Ітака) — радянський і американський математик, доктор фізико-математичних наук (1951). Відомий своїми роботами в області груп і алгебр Лі, а також у теорії ймовірностей. Член Національної академії наук США.

## Біографія
Динкін жив у Ленінграді до 1935 року, коли під час «Великого терору» його сім'я була вислана в Актюбинськ (Казахстан), де двома роками пізніше його батько — юрист Борис Соломонович Динкін (1884—1937), уродженець Суражу, — був заарештований і розстріляний. Проте в 1940 році Динкін вступив до МДУ і закінчив його (він не був призваний на війну через поганий зір). Учень А. Н. Колмогорова.
З 1954 року — професор механіко-математичного факультету МДУ. У 1967 році за підписання листа на захист Гінзбурга і Галанскова його звільняють з МДУ. Він переходить у Центральний економіко-математичний Інститут РАН, де працює за теорією економічного зростання і економічної рівноваги.
З 1976 року — в еміграції за кордоном. Його запрошує працювати Корнельський університет у місті Ітака, США. Пізніше, у 1993 році Динкін писав, що найприголомшливішим відчуттям у США було відчуття свободи і відсутності залежності від «великих і маленьких начальників», почуття, якого не відчував до еміграції. У 1977 році Євген Борисович стає професором Корнельського університету.
Помер Динкін Євген Борисович у лікарні в місті Ітака, штат Нью — Йорку, у віці 90 років.
Основні роботи Динкіна в галузі груп і алгебр Лі, особливо напівпростих і компактних груп Лі. Також важливі його роботи в галузях теорії ймовірностей (марковських процесів) і математичної економіки.
Динкін - видатний діяч математичної освіти. Навесні 1945 року, будучи студентом-п'ятикурсником мехмату, Євген Динкін організував гурток для школярів на майбутній навчальний рік. Із 1950-х років вів математичні гуртки при МГУ. У 1963 році Динкін організував при МГУ Вечірню математичну школу (ВМШ) (пізніше — Вечірня математична школа при Московському математичному товаристві). З 1964 року керував потоком і читав лекції в фізматшколі №2. З ініціативи Динкіна почав видаватися на ротапринті МДУ в 1965 і 1966 роках журнал «Математична школа» — предтеча «Кванта». Пізніше Динкіна змушують відмовитися від роботи зі школярами.

## Робота в галузі математики

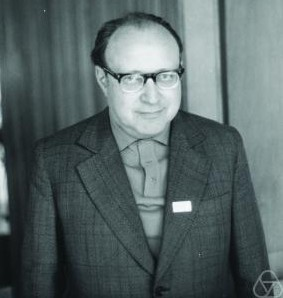
Євген Динкін, 1976

Динкін вважається рідкісним прикладом математика, який зробив фундаментальний внесок у двох дуже різних галузях математики: алгебри та теорії ймовірностей. Алгебраїчний період математичної роботи Динкіна був між 1944 і 1954 роками, хоча навіть у цей час тема ймовірностей була помітна. Насправді, перша публікація Динкіна була зроблена в 1945 році, спільно з Н. А. Дмитрієвим, у якій вирішувались проблеми власних векторів стохастичних матриць. Ця тема була піднята ще на семінарі Колмогорова за темою ланцюги Маркова, у той час, коли Динкін і Дмитрієв були старшокурсниками.

## Теорія Лі
У той час коли Динкін був студентом Московського університету, він був присутній на семінарі Ізраїля Гельфанда на групах Лі. У 1944 році Гельфанд попросив його підготувати дослідження по структурі і класифікації полупростих груп Лі, заснованих на працях Германа Вейля та Бартель ван дер Варденa. Динкін знайшов документи, які було важко читати, і в спробі краще зрозуміти написане, він винайшов поняття «простий корінь» у кореневій системі. Він представляв попарні кути між цими простими коренями у вигляді діаграми Динкіна. Таким чином, він отримав чистий виклад класифікації комплексних полупростих алгебр Лі. Згідно статті Динкіна «Структура полупростих алгебр Лі», написаної в 1947 р., Бертрам Костант писав:
У цій роботі, використовуючи тільки елементарну математику, і, починаючи з майже нічого, Динкін, блискуче і елегантно розробив структуру і механізм полупростих алгебр Лі. Те, що він здійснив у цій статті, повинно було прийняти езотеричну тему, і перетворитися в красиву і потужну математику.
- Бертрам Костант, «Вибрані праці», стор. 363

## Теорія ймовірностей
Динкін вважається одним із засновників сучасної теорії Марковських процесів. Результати, отримані Динкіним і іншими учасниками його семінару в Московському університеті були зібрані в двох книгах. Перша з них, «Теорія марковських процесів», була опублікована в 1959 році і поклала основи теорії.
Одна година розмови Динкіна на 1962 Міжнародному конгресі математиків у Стокгольмі, була поставлена Колмогоровим, так як до еміграції, Динкіну ніколи не дозволялося їздити на Захід. Ця розмова була названа «Марковські процеси і проблеми аналізу».

## Деякі публікації
- Теорія марковських процесів. — Prentice-Hall, 1961.[18]
- Die Grundlagen der Theorie der Markoffschen Prozesse. — Springer Verlag, 1961. — (Grundlehren der mathematischen Wissenschaften, Band 108)[18]
- Марковські процеси. — Springer Verlag, 1965. — (Grundlehren der mathematischen Wissenschaften)
- Контрольовані марковські процеси. — Springer Verlag, 1979. — (Grundlehren der mathematischen Wissenschaften)
- Публікації О. Б. Динкіна в «Успіхи математичних наук» [Архівовано 24 травня 2015 у Wayback Machine.]
- Динкін О. Б., Успенський В. А. Математичні бесіди. — М.-Л. : Гостехиздат, 1952. — (Бібліотека математичного гуртка) Архівовано з джерела 5 вересня 2012
- Динкін Є. та ін. Серія «Математична школа» [Архівовано 29 січня 2012 у Wayback Machine.]. Видавництво МГУ. 1965—1968.

## Нагороди, членство в академіях
- Премія Московського математичного товариства, 1951
- Член Інституту математичної статистики, 1962
- Член Американської академії мистецтв і наук (1978).
- Член Національної академії наук США (1985)[19]
- Премія Стіла в номінації «за видатні досягнення протягом всієї кар'єри» (1993).
- Почесний член Московського математичного товариства (1995)
- Почесний доктор Університету П'єра і Марі Кюрі (Париж), 1997
- Доктор технічних наук (почесний доктор) Університету Warwick, 2003.[20]
- Почесний доктор Незалежного Московського університету (Росія), 2003
- Дійсний член Американського математичного товариства (2012)[21].